# Java Native Interface
Java Native Interface(JNI) é um padrão de programação que permite que código Java executando em uma máquina virtual Java (JVM) chame ou seja chamado por aplicações nativas (programas específicos para uma plataforma de hardware e sistema operacional) e bibliotecas escritas em outras linguagens, tais como C, C++ e assembly.
O JNI habilita programadores a escrever métodos nativos para tratar situações em que uma aplicação não pode ser escrita inteiramente na linguagem Java, isto é, quando a biblioteca padrão de classes Java não suporta bibliotecas ou características específicas da plataforma.